# 格倫多拉多鎮區 (明尼蘇達州本頓縣)
格倫多拉多鎮區（英語：Glendorado Township）是位於美國明尼蘇達州本頓縣的一個行政鎮區。

## 歷史
格倫多拉多鎮區於1868年設立，得名自「黃金幽谷」的西班牙語。

## 地方資料
格倫多拉多鎮區的面積為94.60平方千米，當中陸地面積為94.50平方千米，而水域面積為0.10平方千米。根據2020年美國人口普查的數據，當地共有人口790人，而人口密度為每平方千米8.35人。